# Triangulara
Triangulara is een geslacht van kevers uit de familie glimwormen (Lampyridae). Het geslacht werd voor het eerst wetenschappelijk beschreven in 2016 door Pimpasalee.

## Soorten
- Triangulara frontoflava Pimpasalee, 2016